# Cadalen

Cadalen este o comună în departamentul Tarn din sudul Franței. În 2009 avea o populație de 1.436 de locuitori.

## Evoluția populației
| An        | 1975  | 1982  | 1990  | 1999  | 2006  | 2009  |
| --------- | ----- | ----- | ----- | ----- | ----- | ----- |
| Populație | 1.050 | 1.072 | 1.112 | 1.206 | 1.318 | 1.436 |